# Сара Кали
Са́ра Кали́ — мифический персонаж, святая покровительница цыган-католиков в их фольклоре.

## Биография
В своей книге «Цыгане. Тайны жизни и традиции» писатель Рэймонд Бакли приводит два мифа о том, как цыганка Сара стала святой. Эти мифы упоминаются и в других источниках.
Согласно одной версии, Сара была египтянкой (под влиянием европейцев многие цыгане в XIX и XX веках верили в своё египетское происхождение). Она была служанкой Марии Саломии и Марии Клеоповой (матерей святых Иакова и Иоанна, родственниц Марии Магдалины) либо же Марии Магдалины и Девы Марии и путешествовала с ними. После жестокого шторма, когда женщины спаслись с корабля на маленькой лодочке, Сара по звёздам нашла верный путь и доставила своих хозяек к берегу.
По другой версии мифа, Сара была кочевой цыганкой и жила в таборе в те времена, когда ещё цыгане были язычниками. Однажды ей было видение о том, что к берегу должны пристать святые свидетели смерти Христовой, которым она должна помочь. Когда она подошла к морю, то увидела, что оно неспокойно, и праведники в лодке не знают, как пристать к берегу. Тогда она бросила своё платье на воду и поплыла на нём, как на плоту. Достигнув лодки, она помогла святым причалить, а они обратили её в христианскую веру, первой среди цыган.

## Значение имени
Обычно имя святой переводят как «Чёрная Сара», однако слово кали традиционно имеет также значение «цыганка».

## Культ Сары Кали
Днём Сары Кали цыгане-католики считают 25 мая.
На французском побережье, в небольшом городе Сент-Мари-де-ла-Мер под местной церковью цыганами выстроено подземное святилище мифической святой, в котором стоят её статуя и алтарь. К этому святилищу ежегодно приходят тысячи паломников. Больше всего их приезжает 24 мая, в канун дня почитания Сары Кали. Начиная с 1912 года, в святилище стали запускать и нецыган.
В наступившую ночь 25 мая статую Сары выносят и окунают в море, символически повторяя крещение цыганки.

## Отображение в искусстве
В фильме Тони Гатлифа «Лачо дром» («В добрый путь») изображён собственно обряд «окунания» статуи Сары.
В книге «Код да Винчи» Дэна Брауна Сара названа дочерью Марии Магдалины и Иисуса Христа.
В сериале "Острые козырьки" неоднократно упоминается, как "чёрная Мадонна".